# Vacuna (mitologia)
|  | No s'ha de confondre amb Vacuna. |

Vacuna va ser una deessa romana d'origen sabí, segons diu la mitologia. Tenia uns boscos sagrats a Reate (avui Rieti), la ciutat més important del poble dels sabins, prop del llac de Cutília, i un temple a Roma.
No se sap exactament quina era la seva funció. Pomponi Porfirió, quan comenta un passatge d'Horaci que la menciona, diu que era «incerta specie» (de representació incerta). Segons el mateix Pomponi i d'altres comentaristes d'Horaci, tenia punts de semblança amb Bel·lona, Ceres, Diana, Minerva i Victòria.
Horaci invoca la divinitat en una epístola dirigida a un amic, on es lamenta de la privació de veure'l. Georges Dumézil interpreta que a Vacuna se la invocava per propiciar la divinitat cap a les persones absents, familiars o amics.
Els samnites també adoraven la deessa als seus santuaris, perquè consideraven que descendien d'un Ver sacrum, un ritual de primavera que obligava a diversos joves nascuts sota el signe de Mart a abandonar la llar natal per a fundar noves ciutats.